# Mansión de Bramberģe
La Mansión de Bramberģe (en letón: Bramberģes muiža; en alemán: Brandenburg) es una casa señorial en Bramberģe, parroquia de Glūda, municipio de Jelgava en la región histórica de Zemgale, en Letonia.

## Historia
El complejo de la mansión con el parque fue formado a finales del siglo XVI. En 1645 el Duque Jacob Kettler cedió la mansión a su esposa Luisa Carlota, y así la mansión permaneció como propiedad de la corona hasta el principio del siglo XX. Luisa Carlota era de Brandeburgo y así es como la mansión obtuvo su nombre alemán. Inicialmente propiedad del Ducado de Curlandia, tras su disolución pasó a ser propiedad de la corona rusa cuando este Ducado fue anexionado por el Imperio ruso. La actual mansión fue construida después, en torno a 1743. Incluso así es el edificio de piedra más antiguo en el distrito de Jelgava y en los siglos recientes fue reconstruida y destruida varias veces. Algunos edificios de la mansión erigidos en el siglo XVI todavía se hallan en condiciones satisfactorias. A finales del siglo XIX se construyeron puertas de la mansión. En el siglo XX, en la década de 1980 el complejo de la mansión fue renovado. La mansión, anteriormente usada por el municipio y la granja colectiva local, ahora es de propiedad privada.